# Giro di Svizzera 2011
Il Giro di Svizzera 2011, settantacinquesima edizione della corsa, valevole come sedicesima prova dell'UCI World Tour 2011, si svolse in nove tappe dall'11 al 19 giugno 2011 per 1 246,4 km, con partenza da Lugano e arrivo a Sciaffusa.
Lo statunitense Levi Leipheimer si aggiudicò la vittoria in 31h 45' 02" grazie alla corsa a cronometro finale in cui scavalcò l'italiano Damiano Cunego.

## Tappe
| Tappa  | Data      | Percorso                                  | km      | Vincitore di tappa | Leader cl. generale |
| ------ | --------- | ----------------------------------------- | ------- | ------------------ | ------------------- |
| 1ª     | 11 giugno | Lugano (Cron. individuale)                | 7,3     | Fabian Cancellara  | Fabian Cancellara   |
| 2ª     | 12 giugno | Airolo > Crans-Montana                    | 149     | Mauricio Soler     | Mauricio Soler      |
| 3ª     | 13 giugno | Brig-Glis > Grindelwald                   | 107,6   | Peter Sagan        | Damiano Cunego      |
| 4ª     | 14 giugno | Grindelwald > Huttwil                     | 198,4   | Thor Hushovd       | Damiano Cunego      |
| 5ª     | 15 giugno | Huttwil > Tobel-Tägerschen                | 204,2   | Borut Božič        | Damiano Cunego      |
| 6ª     | 16 giugno | Tobel-Tägerschen > Triesenberg (LIE)      | 157,7   | Steven Kruijswijk  | Damiano Cunego      |
| 7ª     | 17 giugno | Vaduz (LIE) > Serfaus-Fiss-Ladis (AUT)    | 222,8   | Thomas De Gendt    | Damiano Cunego      |
| 8ª     | 18 giugno | Tübach > Sciaffusa                        | 167,3   | Peter Sagan        | Damiano Cunego      |
| 9ª     | 19 giugno | Sciaffusa > Sciaffusa (Cron. individuale) | 32,1    | Fabian Cancellara  | Levi Leipheimer     |
| Totale | Totale    | Totale                                    | 1 246,4 |                    |                     |

## Squadre e corridori partecipanti
In occasione del Giro di Svizzera 2011 sono state invitate 20 squadre, delle quali 18 sono quelle con licenza UCI ProTeam mentre 2 sono UCI Professional Continental Team.
| N.    | Cod. | Squadra               |
| ----- | ---- | --------------------- |
| 1-8   | LEO  | Team Leopard-Trek     |
| 11-18 | THR  | HTC-Highroad          |
| 21-28 | SBS  | Saxo Bank-Sungard     |
| 31-38 | RSH  | Team RadioShack       |
| 41-48 | OLO  | Omega Pharma-Lotto    |
| 51-58 | LAM  | Lampre-ISD            |
| 61-68 | BMC  | BMC Racing Team       |
| 71-78 | RAB  | Rabobank Cycling Team |
| 81-88 | GRM  | Team Garmin-Cervélo   |
| 91-98 | KAT  | Katusha Team          |

| N.      | Cod. | Squadra                    |
| ------- | ---- | -------------------------- |
| 101-108 | SKY  | Sky Procycling             |
| 111-118 | MOV  | Movistar Team              |
| 121-128 | LIQ  | Liquigas-Cannondale        |
| 131-138 | AST  | Pro Team Astana            |
| 141-148 | EUS  | Euskaltel-Euskadi          |
| 151-158 | QST  | Quickstep Cycling Team     |
| 161-168 | ALM  | AG2R La Mondiale           |
| 171-178 | VCD  | Vacansoleil-DCM            |
| 181-188 | TT1  | Team Type 1-Sanofi Aventis |
| 191-198 | APP  | Team NetApp                |

## Dettagli delle tappe

### 1ª tappa
- 11 giugno: Lugano – Cronometro individuale – 7,6 km

Risultati
| Pos. | Corridore          | Squadra      | Tempo |
| ---- | ------------------ | ------------ | ----- |
| 1    | Fabian Cancellara  | Leopard-Trek | 9'41" |
| 2    | Tejay van Garderen | HTC-Highroad | a 9"  |
| 3    | Peter Sagan        | Liquigas     | a 17" |

| Pos. | Corridore          | Squadra      | Tempo |
| ---- | ------------------ | ------------ | ----- |
| 1    | Fabian Cancellara  | Leopard-Trek | 9'41" |
| 2    | Tejay van Garderen | HTC-Highroad | a 9"  |
| 3    | Peter Sagan        | Liquigas     | a 17" |

Descrizione e riassunto
La prima tappa è un cronoprologo di 7,3 km. Ad inizio percorso 2 dei primi 3 km sono in salita. Il favorito per il cronoprologo è lo svizzero Fabian Cancellara.
Ad imporsi è proprio l'elvetico Cancellara che conquista il prologo. Dietro di lui a 9" lo statunitense Tejay van Garderen e a 17" lo slovacco Peter Sagan e lo svedese Gustav Larsson.

### 2ª tappa
- 12 giugno: Airolo > Crans-Montana – 149 km

Risultati
| Pos. | Corridore      | Squadra       | Tempo    |
| ---- | -------------- | ------------- | -------- |
| 1    | Mauricio Soler | Movistar Team | 4h23'20" |
| 2    | Damiano Cunego | Lampre-ISD    | a 12"    |
| 3    | Fränk Schleck  | Leopard-Trek  | a s.t.   |

| Pos. | Corridore      | Squadra       | Tempo    |
| ---- | -------------- | ------------- | -------- |
| 1    | Mauricio Soler | Movistar Team | 4h33'19" |
| 2    | Damiano Cunego | Lampre-ISD    | a 16"    |
| 3    | Bauke Mollema  | Rabobank      | a 22"    |

Descrizione e riassunto
La prima tappa in linea prevede arrivo in salita. Nei primi km della tappa i corridori affronteranno la prima ascesa di giornata: il Nufenenpass che raggiunge quasi quota 2500 metri. Finita l'ascesa si avranno circa 100 km tra discesa e pianura prima di arrivare al traguardo posto sul Crans-Montana. A pochi km dallo strappo finale è posto il GPM.
Lloyd Mondory e José Iván Gutiérrez animano la fuga di giornata. Verso l'ascesa del Crans-Montana Pieter Weening raggiunge i due fuggitivi e viene seguito dal gruppo dei migliori guidato da Linus Gerdemann. Nel gruppo dei migliori non sono presenti Andy Schleck, Andreas Klöden e il leader della corsa Fabian Cancellara. Sullo strappo finale attaccano Damiano Cunego e Fränk Schleck ma a 800 metri dall'arrivo è Mauricio Soler che riesce a piazzare l'attacco decisivo. Con questa vittoria il colombiano conquista anche la maglia di leader. Dietro di lui giungono Cunego e Schleck.

### 3ª tappa
- 13 giugno: Brig-Glis > Grindelwald – 107,6 km

Risultati
| Pos. | Corridore      | Squadra      | Tempo    |
| ---- | -------------- | ------------ | -------- |
| 1    | Peter Sagan    | Liquigas     | 4h23'20" |
| 2    | Damiano Cunego | Lampre-ISD   | s.t.     |
| 3    | Jakob Fuglsang | Leopard-Trek | a 21"    |

| Pos. | Corridore      | Squadra       | Tempo    |
| ---- | -------------- | ------------- | -------- |
| 1    | Damiano Cunego | Lampre-ISD    | 7h43'16" |
| 2    | Mauricio Soler | Movistar Team | a 54"    |
| 3    | Bauke Mollema  | Rabobank      | a 1'16"  |

Descrizione e riassunto
La terza è una frazione breve, lunga solo 107,6 km. I corridori devono però affrontare il Grimselpass, un'ascesa che comincia a circa 40 km dalla partenza (il GPM è posto al 50º km) ed il Grosse Scheidegg, una salita di circa 20 km che termina a 12 chilometri dall'arrivo, posto a Grindelwald.
Cercano subito di attaccare Bauke Mollema e Ryder Hesjedal, ma il gruppo non lascia spazio. La fuga buona inizia pochi chilometri dopo e comprende tra gli altri Peter Sagan, Cristiano Salerno, Giampaolo Caruso, Jens Voigt ed Andy Schleck. Sulla salita di Grosse Scheidegg lavorano la Movistar e la Lampre-ISD: Cunego allunga in salita e Soler prova a rispondere, senza riuscire nel suo intento. Il veronese recupera e stacca i fuggitivi transitando per primo al GPM. A Cunego rimane da superare la discesa molto tecnica per conquistare la tappa, ma a 3 km dal traguardo uno dei fuggitivi, lo slovacco Sagan, lo riprende e lo batte nella volata ristretta. Terzo Jakob Fuglsang che arriva assieme a Laurens ten Dam. Cunego guadagna più di un minuto a Soler e conquista il simbolo del primato. Salerno nel tentativo di recuperare Cunego in discesa cade e si frattura una clavicola.

### 4ª tappa
- 14 giugno: Grindelwald > Huttwil – 198,4 km

Risultati
| Pos. | Corridore     | Squadra     | Tempo    |
| ---- | ------------- | ----------- | -------- |
| 1    | Thor Hushovd  | Garmin      | 4h46'05" |
| 2    | Peter Sagan   | Liquigas    | s.t.     |
| 3    | Marco Marcato | Vacansoleil | a 2"     |

| Pos. | Corridore      | Squadra       | Tempo     |
| ---- | -------------- | ------------- | --------- |
| 1    | Damiano Cunego | Lampre-ISD    | 12h29'23" |
| 2    | Mauricio Soler | Movistar Team | a 54"     |
| 3    | Bauke Mollema  | Rabobank      | a 1'16"   |

Descrizione e riassunto
La quarta tappa prevede un percorso di circa 200 km, con arrivo in salita. Sono posti tre GPM. Gli ultimi 20 km sono vallonati e potrebbero favorire qualche finisseur. Il traguardo è posto a Huttwil.
Dopo 15 chilometri parte la fuga di tre corridori, Sylvain Chavanel, Lloyd Mondory e Cesare Benedetti. I fuggitivi arrivano ad avere un vantaggio di otto minuti, ma non riescono a resistere al ritorno del gruppo, che li riprende a poco meno di 20 km dal traguardo. Negli ultimi km attaccano Jan Bakelants, Sergej Lagutin, Daniel Oss e Jens Voigt che vengono ripresi dal gruppo tirato da HTC-Highroad, Liquigas-Cannondale e Garmin-Cervélo. Si arriva alla volata: Peter Sagan parte ai 250 metri ma è beffato negli ultimi metri da Thor Hushovd. Arriva al terzo posto Marco Marcato.

### 5ª tappa
- 15 giugno: Huttwil > Tobel-Tägerschen – 204,2 km

Risultati
| Pos. | Corridore    | Squadra     | Tempo    |
| ---- | ------------ | ----------- | -------- |
| 1    | Borut Božič  | Vacansoleil | 4h44'48" |
| 2    | Óscar Freire | Rabobank    | s.t.     |
| 3    | Peter Sagan  | Liquigas    | s.t.     |

| Pos. | Corridore      | Squadra       | Tempo     |
| ---- | -------------- | ------------- | --------- |
| 1    | Damiano Cunego | Lampre-ISD    | 17h14'11" |
| 2    | Mauricio Soler | Movistar Team | a 54"     |
| 3    | Bauke Mollema  | Rabobank      | a 1'16"   |

Descrizione e riassunto
La quinta frazione prevede 204 km di corsa. Nella tappa sono stati posti due Gran Premi della Montagna, uno di terza e l'altro di quarta categoria.
Dopo alcuni chilometri parte la fuga con Daniel Sesma, Jan Bárta, Manuele Boaro e Alessandro Bazzana. I quattro uomini in fuga riescono a prendere un vantaggio di circa dieci minuti sul gruppo, che guidato dall'HTC, recupera i fuggitivi ai meno 20. Si arriva nuovamente alla volata: Tom Boonen attacca riuscendo a staccare gli avversari ma Marco Marcato ritorna sul belga e lo supera. Ai 200 metri parte Óscar Freire che si fa superare negli ultimi metri dallo sloveno Borut Božič. Terzo Sagan.

### 6ª tappa
- 16 giugno: Tobel-Tägerschen > Triesenberg (Liechtenstein) – 157,7 km

Risultati
| Pos. | Corridore         | Squadra    | Tempo    |
| ---- | ----------------- | ---------- | -------- |
| 1    | Steven Kruijswijk | Rabobank   | 4h12'03" |
| 2    | Levi Leipheimer   | RadioShack | a 9"     |
| 3    | Damiano Cunego    | Lampre-ISD | a 18"    |

| Pos. | Corridore         | Squadra    | Tempo     |
| ---- | ----------------- | ---------- | --------- |
| 1    | Damiano Cunego    | Lampre-ISD | 21h26'28" |
| 2    | Bauke Mollema     | Rabobank   | a 1'23"   |
| 3    | Steven Kruijswijk | Rabobank   | a 1'36"   |

Descrizione e riassunto
La sesta è la tappa più dura del Giro di Svizzera: partenza fissata a Tobel-Tägerschen e arrivo a Triesenberg, in Liechtenstein. Il percorso prevede circa 158 chilometri, la maggior parte in pianura con poche ascese. A 14 km dal traguardo i corridori devono affrontare la salita di Malbun, piccolo centro nel comune di Triesenberg. Questa salita prevede una pendenza media di circa 8,6%, con punte che raggiungono l'11%.
Nella fuga del mattino sono presenti Chavanel, Gorka Izagirre e Ángel Madrazo. Sylvain Chavanel viene ripreso a 6 km dal traguardo. A due km dalla fine il gruppo dei migliori comprende quasi tutti i favoriti alla vittoria quando scatta Steven Kruijswijk e va a vincere la sesta frazione del Giro di Svizzera. Secondo Levi Leipheimer a 9" e terzo Damiano Cunego a 18". Tra i big Danilo Di Luca lascia il gruppo dei migliori a 5 km dal traguardo, Andy Schleck giunge a 15' e riportano pesanti ritardi anche Tejay van Garderen e Ryder Hesjedal. In questa tappa si ritirano Matteo Carrara e Mauricio Soler, vittima di una grave caduta, a seguito della quale sarà costretto ad abbandonare l'attività agonistica.

### 7ª tappa
- 17 giugno: Vaduz (Liechtenstein) > Serfaus-Fiss-Ladis (Austria) – 222,8 km

Risultati
| Pos. | Corridore          | Squadra       | Tempo    |
| ---- | ------------------ | ------------- | -------- |
| 1    | Thomas De Gendt    | Vacansoleil   | 5h38'42" |
| 2    | Andy Schleck       | Leopard-Trek  | a 35"    |
| 3    | José Joaquín Rojas | Movistar Team | a 48"    |

| Pos. | Corridore         | Squadra    | Tempo     |
| ---- | ----------------- | ---------- | --------- |
| 1    | Damiano Cunego    | Lampre-ISD | 27h09'49" |
| 2    | Bauke Mollema     | Rabobank   | a 1'23"   |
| 3    | Steven Kruijswijk | Rabobank   | a 1'36"   |

Descrizione e riassunto
La settima tappa del Giro di Svizzera parte da Vaduz, capitale del Liechtenstein. Il percorso presente tre ascese e tre GPM: lo Flüelapass, Norbertshöhe ed un'altra ascesa verso Serfaus che si conclude a 3 km dall'arrivo. Questa è l'ultima frazione in montagna. La tappa sconfina in Austria.
In due occasioni molti corridori cercano di trovare la fuga del mattino. La prima fuga viene ripresa a 159 chilometri dall'arrivo mentre la seconda va in porto. In questa azione sono presenti tra gli altri Andy Schleck, Christian Vande Velde, Jan Bakelants e Thomas De Gendt. I corridori in fuga riescono a guadagnare otto minuti sulla prima ascesa dove Andy Schleck precede Vande Velde. In discesa i fuggitivi tornano in gruppo. A 22 km dal traguardo De Gendt attacca staccando tutti i compagni di fuga ed andando a vincere. Secondo Andy Schleck, dietro José Joaquín Rojas. Il gruppo migliore giunge a 4 minuti e 39 secondi da De Gendt, con 12 corridori.

### 8ª tappa
- 18 giugno: Tübach > Sciaffusa – 167,3 km

Risultati
| Pos. | Corridore    | Squadra        | Tempo    |
| ---- | ------------ | -------------- | -------- |
| 1    | Peter Sagan  | Liquigas       | 3h52'00" |
| 2    | Matthew Goss | HTC-Highroad   | s.t.     |
| 3    | Ben Swift    | Sky Procycling | s.t.     |

| Pos. | Corridore         | Squadra      | Tempo     |
| ---- | ----------------- | ------------ | --------- |
| 1    | Damiano Cunego    | Lampre-ISD   | 31h01'49" |
| 2    | Steven Kruijswijk | Rabobank     | a 1'36"   |
| 3    | Fränk Schleck     | Leopard-Trek | a 1'41"   |

Descrizione e riassunto
La penultima frazione comprende 167 km quasi completamente pianeggianti con due GPM e quattro traguardi volanti.
La tappa parte con una fuga di quattro corridori: Jarosław Marycz, Jan Bárta, Luca Paolini e Francisco Ventoso. Rimangono in fuga solo Marycz e Paolini mentre dietro il plotone è tirato da Lampre e Movistar. Andy Schleck scatta al GPM ma è chiuso da Leipheimer e da Cunego. A pochi km dal traguardo Wout Poels cerca di anticipare i velocisti ma senza successo: la volata è vinta ancora da Sagan che batte Matthew Goss e Ben Swift. In questa frazione Mollema perde diversi secondi dal gruppo a causa di un guasto meccanico.

### 9ª tappa
- 19 giugno: Sciaffusa > Sciaffusa – Cronometro individuale – 32,1 km

Risultati
| Pos. | Corridore         | Squadra      | Tempo  |
| ---- | ----------------- | ------------ | ------ |
| 1    | Fabian Cancellara | Leopard-Trek | 41'01" |
| 2    | Andreas Klöden    | RadioShack   | a 9"   |
| 3    | Levi Leipheimer   | RadioShack   | a 13"  |

| Pos. | Corridore         | Squadra    | Tempo     |
| ---- | ----------------- | ---------- | --------- |
| 1    | Levi Leipheimer   | RadioShack | 31h45'02" |
| 2    | Damiano Cunego    | Lampre-ISD | a 4"      |
| 3    | Steven Kruijswijk | Rabobank   | a 1'02"   |

Descrizione e riassunto
L'ultima frazione è una prova a cronometro di 32 km percorsi nella città di Sciaffusa. La frazione presenta diverse ascese.
All'inizio della cronometro Damiano Cunego è in testa alla corsa svizzera. L'italiano ha un vantaggio di quasi due minuti nei confronti di Levi Leipheimer. La crono è vinta dallo specialista Fabian Cancellara che batte il trio RadioShack Klöden-Leipheimer-Nélson Oliveira. Leipheimer giunto a 13" dal vincitore si aggiudica per soli quattro secondi la corsa nei confronti di Cunego. Terzo Kruijswijk, davanti a Jakob Fuglsang e Bauke Mollema.

## Evoluzione delle classifiche
| Tappa              | Vincitore          | Classifica generale Maglia gialla | Classifica a punti Maglia azzurra | Classifica scalatori Maglia GPM | Classifica sprint Maglia sprint | Classifica a squadre  |
| ------------------ | ------------------ | --------------------------------- | --------------------------------- | ------------------------------- | ------------------------------- | --------------------- |
| 1ª                 | Fabian Cancellara  | Fabian Cancellara                 | Fabian Cancellara                 | non assegnata                   | non assegnata                   | Team Leopard-Trek     |
| 2ª                 | Mauricio Soler     | Mauricio Soler                    | Tejay van Garderen                | Matti Breschel                  | Lloyd Mondory                   | Rabobank Cycling Team |
| 3ª                 | Peter Sagan        | Damiano Cunego                    | Peter Sagan                       | Laurens Ten Dam                 | Lloyd Mondory                   | Rabobank Cycling Team |
| 4ª                 | Thor Hushovd       | Damiano Cunego                    | Peter Sagan                       | Laurens Ten Dam                 | Lloyd Mondory                   | Rabobank Cycling Team |
| 5ª                 | Borut Božič        | Damiano Cunego                    | Peter Sagan                       | Laurens Ten Dam                 | Lloyd Mondory                   | Rabobank Cycling Team |
| 6ª                 | Steven Kruijswijk  | Damiano Cunego                    | Peter Sagan                       | Laurens Ten Dam                 | Lloyd Mondory                   | Rabobank Cycling Team |
| 7ª                 | Thomas De Gendt    | Damiano Cunego                    | Peter Sagan                       | Andy Schleck                    | Lloyd Mondory                   | Team Leopard-Trek     |
| 8ª                 | Peter Sagan        | Damiano Cunego                    | Peter Sagan                       | Andy Schleck                    | Lloyd Mondory                   | Team Leopard-Trek     |
| 9ª                 | Fabian Cancellara  | Levi Leipheimer                   | Peter Sagan                       | Andy Schleck                    | Lloyd Mondory                   | Team Leopard-Trek     |
| Classifiche finali | Classifiche finali | Levi Leipheimer                   | Peter Sagan                       | Andy Schleck                    | Lloyd Mondory                   | Team Leopard-Trek     |

## Classifiche finali

### Classifica generale - Maglia oro
| Pos. | Corridore         | Squadra      | Tempo     |
| ---- | ----------------- | ------------ | --------- |
| 1    | Levi Leipheimer   | RadioShack   | 31h45'02" |
| 2    | Damiano Cunego    | Lampre-ISD   | a 4"      |
| 3    | Steven Kruijswijk | Rabobank     | a 1'02"   |
| 4    | Jakob Fuglsang    | Leopard-Trek | a 1'10"   |
| 5    | Bauke Mollema     | Rabobank     | a 2'05"   |
| 6    | Mathias Frank     | BMC          | a 2'24"   |
| 7    | Fränk Schleck     | Leopard-Trek | a 2'35"   |
| 8    | Laurens ten Dam   | Rabobank     | a 3'11"   |
| 9    | Tom Danielson     | Garmin       | a 3'17"   |
| 10   | Maxime Monfort    | Leopard-Trek | a 4'12"   |

### Classifica a punti - Maglia azzurra
| Pos. | Corridore          | Squadra       | Punti |
| ---- | ------------------ | ------------- | ----- |
| 1    | Peter Sagan        | Liquigas      | 86    |
| 2    | José Joaquín Rojas | Movistar Team | 50    |
| 3    | Tejay van Garderen | HTC-Highroad  | 44    |
| 4    | Damiano Cunego     | Lampre-ISD    | 39    |
| 5    | Thor Hushovd       | Garmin        | 36    |

### Classifica scalatori - Maglia verde
| Pos. | Corridore             | Squadra      | Punti |
| ---- | --------------------- | ------------ | ----- |
| 1    | Andy Schleck          | Leopard-Trek | 44    |
| 2    | Laurens ten Dam       | Rabobank     | 35    |
| 3    | Damiano Cunego        | Lampre-ISD   | 30    |
| 4    | Christian Vande Velde | Garmin       | 21    |
| 5    | Steven Kruijswijk     | Rabobank     | 20    |

### Classifica sprint - Maglia sprint
| Pos. | Corridore           | Squadra       | Punti |
| ---- | ------------------- | ------------- | ----- |
| 1    | Lloyd Mondory       | AG2R La Mond. | 27    |
| 2    | Thomas De Gendt     | Vacansoleil   | 12    |
| 3    | Sylvain Chavanel    | Quickstep     | 11    |
| 4    | Luca Paolini        | Katusha Team  | 10    |
| 5    | José Iván Gutiérrez | Movistar Team | 10    |

### Classifica squadre
| Pos. | Squadra               | Tempo     |
| ---- | --------------------- | --------- |
| 1    | Team Leopard-Trek     | 95h14'32" |
| 2    | Rabobank Cycling Team | a 6'56"   |
| 3    | Movistar Team         | a 23'32"  |
| 4    | Katusha Team          | a 29'59"  |
| 5    | BMC Racing Team       | a 38'45"  |

## Punteggi UCI
| Pos. | Corridore             | Squadra        | Punti |
| ---- | --------------------- | -------------- | ----- |
| 1    | Levi Leipheimer       | RadioShack     | 106   |
| 2    | Damiano Cunego        | Lampre-ISD     | 90    |
| 3    | Steven Kruijswijk     | Rabobank       | 76    |
| 4    | Jakob Fuglsang        | Leopard-Trek   | 62    |
| 5    | Bauke Mollema         | Rabobank       | 52    |
| 6    | Mathias Frank         | BMC            | 40    |
| 7    | Fränk Schleck         | Leopard-Trek   | 32    |
| 8    | Laurens ten Dam       | Rabobank       | 21    |
| 9    | Peter Sagan           | Liquigas       | 20    |
| 10   | Fabian Cancellara     | Leopard-Trek   | 12    |
| 11   | Tom Danielson         | Garmin         | 11    |
| 12   | Thor Hushovd          | Garmin         | 7     |
| 13   | Mauricio Soler        | Movistar Team  | 6     |
| 14   | Borut Božič           | Vacansoleil    | 6     |
| 15   | Thomas De Gendt       | Vacansoleil    | 6     |
| 16   | Óscar Freire          | Rabobank       | 5     |
| 17   | Tejay van Garderen    | HTC-Highroad   | 5     |
| 18   | Andreas Klöden        | RadioShack     | 5     |
| 19   | Maxime Monfort        | Leopard-Trek   | 4     |
| 20   | Andy Schleck          | Leopard-Trek   | 4     |
| 21   | José Joaquín Rojas    | Movistar Team  | 4     |
| 22   | Matthew Goss          | HTC-Highroad   | 4     |
| 23   | Ben Swift             | Sky Procycling | 2     |
| 24   | Marco Marcato         | Vacansoleil    | 2     |
| 25   | Giampaolo Caruso      | Katusha Team   | 2     |
| 26   | Danilo Di Luca        | Katusha Team   | 1     |
| 27   | Gustav Larsson        | Saxo Bank      | 1     |
| 28   | Christian Vande Velde | Garmin         | 1     |
| 29   | Alberto Losada        | Katusha Team   | 1     |
| 30   | Koldo Fernández       | Euskaltel      | 1     |
| 31   | Nélson Oliveira       | RadioShack     | 1     |

| Pos. | Squadra               | Punti |
| ---- | --------------------- | ----- |
| 1    | Team RadioShack       | 112   |
| 2    | Rabobank Cycling Team | 154   |
| 2    | Team Leopard-Trek     | 114   |
| 3    | Lampre-ISD            | 90    |
| 4    | BMC Racing Team       | 40    |
| 5    | Liquigas-Cannondale   | 20    |
| 6    | Team Garmin-Cervélo   | 19    |
| 7    | Vacansoleil-DCM       | 14    |
| 8    | Movistar Team         | 10    |
| 9    | HTC-Highroad          | 9     |
| 10   | Katusha Team          | 4     |
| 11   | Sky Procycling        | 2     |
| 12   | Euskaltel-Euskadi     | 1     |
| 13   | Saxo Bank-Sungard     | 1     |

| Pos. | Nazione     | Punti |
| ---- | ----------- | ----- |
| 1    | Paesi Bassi | 149   |
| 2    | Stati Uniti | 123   |
| 3    | Italia      | 95    |
| 4    | Danimarca   | 62    |
| 5    | Svizzera    | 52    |
| 6    | Lussemburgo | 36    |
| 7    | Slovacchia  | 20    |
| 8    | Spagna      | 11    |
| 9    | Belgio      | 10    |
| 10   | Norvegia    | 7     |
| 11   | Slovenia    | 6     |
| 12   | Colombia    | 6     |
| 13   | Germania    | 5     |
| 14   | Australia   | 4     |
| 15   | Regno Unito | 2     |
| 16   | Svezia      | 1     |
| 17   | Portogallo  | 1     |